# I'm not so tough
I’m not so tough is de debuutsingle van Ilse DeLange. Het is afkomstig van haar debuutalbum World of hurt uit 1998. Na vier jaar als amateur-/semiberoepszangeres door het leven gegaan te zijn, werd ze ontdekt door de Warner Music Group. Ze mag een album opnemen in Nashville onder leiding van Barry Beckett. Als ze het lied I’m not so tough op donderdagavond 9 april 1998 in de veel bekeken televisieshow Laat de Leeuw van Paul de Leeuw bij de VARA op Nederland 3 live zingt, moeten alle hens aan dek verzameld worden. I’m not so tough zorgt er onder meer voor dat de uitgave van het album vervroegd moet worden. Er verscheen ook een officiële videoclip van Maarten Corbijn.
Mindy McCready zong het lied ook en bestempelde de titel tot een van haar albumtitels.

## Hitnoteringen
De single was in week 23 van 1998 de 274e Megahit van de week op Radio 3FM en werd een radiohit. De single behaalde nog geen hoge hitnotering, maar aan de noteringen in zowel de Nederlandse Top 40 op Radio 538 als de Mega Top 100 op Radio 3FM, is te zien dat de verkoop gestaag over een aantal weken verliep. Het succes bleef nog wel tot Nederland beperkt.

### Nederlandse Top 40
| Positie: | 36 | 35 | 39 | uit |

### Mega Top 100
| Positie: | 73 | 48 | 39 | 43 | 43 | 42 | 40 | 38 | 35 | 38 | 36 | 39 | 45 | 58 | 71 | 79 | uit |

### NPO Radio 2 Top 2000
| Nummer met noteringen in de NPO Radio 2 Top 2000 | '03 | '04 | '05 | '06 | '07 | '08 | '09 | '10 | '11 | '12 | '13 | '14 | '15  | '16  | '17  | '18 | '19  | '20  | '21  | '22  | '23  | '24  |
| ------------------------------------------------ | --- | --- | --- | --- | --- | --- | --- | --- | --- | --- | --- | --- | ---- | ---- | ---- | --- | ---- | ---- | ---- | ---- | ---- | ---- |
| I'm not so tough                                 | 288 | 422 | 506 | 341 | 404 | 418 | 697 | 538 | 714 | 685 | 628 | 759 | 1181 | 1562 | 1551 | 991 | 1076 | 1304 | 1479 | 1613 | 1538 | 1454 |

1. ↑  Een vetgedrukt getal geeft de hoogste notering aan.
2. ↑  2003 was het eerste jaar met een notering voor dit nummer.